# Slowly Rolling Camera
Slowly Rolling Camera è un gruppo musicale gallese nato nel 2013 per iniziativa di Dave Stapleton.

## Storia
Gli Slowly Rolling Camera si sono formati a Cardiff nel 2013 con Dave Stapleton, fondatore anche della Edition Records, come compositore e tastierista, Elliot Bennett come percussionista, Deri Roberts come arrangiatore e fiati e Dionne Bennett come voce solista ed autrice dei testi.
Con questa formazione hanno pubblicato 2 album (Slowly Rolling Camera nel 2014 ed All Things nel 2016) ed un EP (Into the Shadow nel 2014).
Dopo l'abbandono del gruppo da parte di Dionne Bennett, è stato pubblicato un disco strumentale nel 2018 (Juniper)., seguito da Where the Streets Lead nel 2021, Flow nel 2023 e Silver Shadow nel 2024.

## Stile musicale
Lo stile musicale è una combinazione di jazz e trip-hop con influenze da parte dei Cinematic Orchestra e dei Portishead, che ha ricevuto apprezzamento dalla critica sin dalla pubblicazione del loro primo album prodotto da Andy Allan (produttore anche dei Portishead e dei Massive Attack).

## Formazione
- Dave Stapleton: tastiere
- Elliot Bennett: percussioni
- Deri Roberts: effetti elettronici, fiati

## Discografia

### Album in studio
- 2014: Slowly Rolling Camera[2]
- 2016: All Things[3]
- 2018: Juniper[5]
- 2021: Where the Streets Lead[7]
- 2023: Flow[8]
- 2024: Silver Shadow[9]

### Album dal vivo
- 2016: London[13][14]

### Extended play
- 2014: Into the Shadow[4]

### Singoli
- 2022: Momentum; Slowly Rolling Camera, Verneri Pohjola[15]
- 2023: Cue: State of Mind; Slowly Rolling Camera, Verneri Pohjola[16]
- 2023: Renewal; Slowly Rolling Camera, Josh Arcoleo[17]
- 2025: The New Way; Slowly Rolling Camera, Caoilfhionn Rose[18]